# Голуб, Ирина Борисовна
Ири́на Бори́совна Го́луб (урождённая Карпе́нко, по отцу Антоне́нко-Давидо́вич; род. 5 мая 1932, Киев, УССР, СССР) — советский и российский учёный-языковед, кандидат филологических наук, специалист в области русского языка. Автор художественных и мемуарных произведений на русском и украинском языках. Дочь украинского советского писателя, переводчика и лингвиста Бориса Антоненко-Давидовича.

## Биография
Родилась в семье украинского писателя Бориса Антоненко-Давидовича и его второй жены — актрисы театра «Березиль», художницы Натальи Карпенко. Когда 5 января 1935 года по сфабрикованному делу о «враждебном отношении к советской власти» арестовали отца (высшая мера наказания была в последний момент заменена на 10 лет лагерей), Ирине не было и трёх лет. Вскоре арестовали и мать. Ирину воспитывали бабушки.
После освобождения в 1944 году Наталья Карпенко, воссоединившись с дочерью, поселилась в городе Злынка Брянской области, так как возвращаться в Киев ей было запрещено.
Ирина окончила учительский институт в Новозыбкове, где впоследствии несколько лет преподавала, затем аспирантуру Киевского педагогического института имени Горького. В 1968 году переехала в Москву. С 1968 по 2012 год занимала должность профессора кафедры русского языка и стилистики Московского государственного университета печати.

## Научная и творческая деятельность
Учебники, написанные Ириной Голуб в соавторстве с известным советским и российским лингвистом Дитмаром Розенталем, её книги «Уроки русской орфографии», «Основы красноречия», «Основы риторики», «Русский язык без репетитора», «Русский язык и культура речи», «Стилистика русского языка», «Конспект лекций по литературному редактированию» и многие другие предназначены не только для школьников, студентов, филологов и литературных редакторов, но для самого широкого круга читателей, интересующихся вопросами русского языка, теорией и практикой русской языковой культуры. Перу Ирины Голуб принадлежит ряд художественных произведений, в том числе автобиографическая повесть «Девочка и война».
Во времена застоя, когда Бориса Антоненко-Давидовича травили и КГБ изымал его рукописи, Ирина сумела сохранить рукописи «Сибирских новелл» и других произведений отца, написанных «в стол», позднее перевела их на русский язык и уже в XXI веке издала со своим предисловием книгу «Прочитайте после моей смерти…» (Львов, Каменяр, 2002). Ей принадлежат мемуары на украинском языке «Мой отец — Борис Антоненко-Давидович», изданные в Мельбурне (Австралия) и Полтаве (Украина), а также воспоминания «В Швеции под стеклянным колпаком», повествующие о её командировке в Стокгольмский университет.

## Семья
Дочь Ирины Голуб — Елена Давыдова-Харвуд, выпускница Московского института иностранных языков, бывший начальник отдела рекламы газеты «Московский комсомолец», автор популярных книг «Английская свадьба» и «Испанские каникулы». Сын — Александр Николаевич Голуб, военнослужащий, пенсионер.